# 阻抗参数
阻抗参数或Z-参数（阻抗矩阵或Z矩阵的元素）是用于电气工程，电子工程和通信系统工程的属性，用于描述线性电网的电性能。 
Z-参数也称为 开放电阻的参数 ，因为他们计算在 开路 的条件。 即Ix=0，其中x=1,2指输入和输出电流流经端口(二端口网络 在这种情况下)。

## Z-参数矩阵
Z-参数矩阵描述行为的任何线电网络，可视为一个 黑盒子 与一些 端口. 一个 端口 在这方面是一个对 电气接线端子 携带相等的和相反的流入和流出的网络，具有特别的 压 在他们之间。 Z-矩阵提供任何信息有关的行为的网络时的电流在任何口不平衡，在这种方式(这应该是可能的)，也不会得到任何信息之间的电压终端不属于同一个端口。 通常，它的意图是，每个外部网络的连接是终端之间的只是一个端口，所以，这些限制是适当的。
对于一般的多端口网络的定义，这是假定每个端口被分配给整数 n 范围从1到 N,这里有N个总数的端口。 端口 n，相关Z-参数的定义是在端口当前和端口电压， {\displaystyle I_{n}\,} 并 {\displaystyle V_{n}\,} 分别。
对于所有端口的电压可定义条款的参数矩阵和流通过下面的矩阵方程式：
{\displaystyle V=ZI\,}
在Z是 N × N 基本要素，它可能编入索引，使用常规 矩阵 表示法。 在一般性的要素的参数矩阵是 复杂的数字 和职能的频率。 对于一个端口网络，Z-矩阵减少到一个单元，正在普通的 阻抗 之间的测量两个终端。Z-参数也被称为开路参数，因为他们是测量或计算的通过应用当前的一个端口以及确定产生的电压，在所有的端口，而无驱动的端口被终止成开路。

## 二端口网络

相当于电路Z参数的一两个端口网络。

相当于电路Z参数的 相互 两个端口网络。.

{\displaystyle {V_{1} \choose V_{2}}={\begin{pmatrix}Z_{11}&Z_{12}\\Z_{21}&Z_{22}\end{pmatrix}}{I_{1} \choose I_{2}}}.
这里
{\displaystyle Z_{11}={V_{1} \over I_{1}}{\bigg |}_{I_{2}=0}\qquad Z_{12}={V_{1} \over I_{2}}{\bigg |}_{I_{1}=0}}
{\displaystyle Z_{21}={V_{2} \over I_{1}}{\bigg |}_{I_{2}=0}\qquad Z_{22}={V_{2} \over I_{2}}{\bigg |}_{I_{1}=0}}
一般情况下的N端口网络，
{\displaystyle Z_{nm}={V_{n} \over I_{m}}{\bigg |}_{I_{k}=0{\text{ for }}k\neq m}}

### 阻抗关系
输入阻抗的的二端口网络为：
{\displaystyle Z_{\text{in}}=Z_{11}-{\frac {Z_{12}Z_{21}}{Z_{22}+Z_{L}}}}
这里ZL是接入第二个端口负载的阻抗
同样，输出阻抗为：
{\displaystyle Z_{\text{out}}=Z_{22}-{\frac {Z_{12}Z_{21}}{Z_{11}+Z_{S}}}}
这里Zs是连接在第一个端口源的阻抗。

## 与S参数的关系
Z-参数和 S参数的关系为:
{\displaystyle {\begin{aligned}Z&={\sqrt {z}}(1_{\!N}+S)(1_{\!N}-S)^{-1}{\sqrt {z}}\\&={\sqrt {z}}(1_{\!N}-S)^{-1}(1_{\!N}+S){\sqrt {z}}\\\end{aligned}}} 
和
{\displaystyle {\begin{aligned}S&=({\sqrt {y}}Z{\sqrt {y}}\,-1_{\!N})({\sqrt {y}}Z{\sqrt {y}}\,+1_{\!N})^{-1}\\&=({\sqrt {y}}Z{\sqrt {y}}\,+1_{\!N})^{-1}({\sqrt {y}}Z{\sqrt {y}}\,-1_{\!N})\\\end{aligned}}} 
这里 {\displaystyle 1_{\!N}} 是 单位矩阵, {\displaystyle {\sqrt {z}}} 是 对角矩阵 具有的 特性阻抗 在各个端口，
{\displaystyle {\sqrt {z}}={\begin{pmatrix}{\sqrt {z_{01}}}&\\&{\sqrt {z_{02}}}\\&&\ddots \\&&&{\sqrt {z_{0N}}}\end{pmatrix}}}
而 {\displaystyle {\sqrt {y}}=({\sqrt {z}})^{-1}} 是相应的对角线矩阵的平方根的 特征导纳. 在这些表达方式的矩阵表的方括号内的因素 的通勤 ，因此，如上文所示，也可以写在订单。

### 两个端口场景
在特殊情况的一两个端口网络，具有相同特征的阻抗 {\displaystyle z_{01}=z_{02}=Z_{0}} 在各个端口的，上面的表达降低到
{\displaystyle Z_{11}={((1+S_{11})(1-S_{22})+S_{12}S_{21}) \over \Delta _{S}}Z_{0}\,}
{\displaystyle Z_{12}={2S_{12} \over \Delta _{S}}Z_{0}\,}
{\displaystyle Z_{21}={2S_{21} \over \Delta _{S}}Z_{0}\,}
{\displaystyle Z_{22}={((1-S_{11})(1+S_{22})+S_{12}S_{21}) \over \Delta _{S}}Z_{0}\,}
这里
{\displaystyle \Delta _{S}=(1-S_{11})(1-S_{22})-S_{12}S_{21}\,}
二端口的S参数可以获得相当于两个端口的
Z参数，通过以下表
{\displaystyle S_{11}={(Z_{11}-Z_{0})(Z_{22}+Z_{0})-Z_{12}Z_{21} \over \Delta }}
{\displaystyle S_{12}={2Z_{0}Z_{12} \over \Delta }\,}
{\displaystyle S_{21}={2Z_{0}Z_{21} \over \Delta }\,}
{\displaystyle S_{22}={(Z_{11}+Z_{0})(Z_{22}-Z_{0})-Z_{12}Z_{21} \over \Delta }}
这里
{\displaystyle \Delta =(Z_{11}+Z_{0})(Z_{22}+Z_{0})-Z_{12}Z_{21}\,}
上面的表情通常将使用复杂的数字为 {\displaystyle S_{ij}\,} 和 {\displaystyle Z_{ij}\,}. 注意，价值 {\displaystyle \Delta \,} 可以成为0为具体的值， {\displaystyle Z_{ij}\,} 因此该司通过 {\displaystyle \Delta \,} 在计算 {\displaystyle S_{ij}\,} 可能会导致一个部门通过0.

## 与Y-参数的关系
从 Y参数 转换到Z-参数简单得多，因为Z参数矩阵仅仅是 反 Y参数矩阵。 对于两个端口的场景：
{\displaystyle Z_{11}={Y_{22} \over \Delta _{Y}}\,}
{\displaystyle Z_{12}={-Y_{12} \over \Delta _{Y}}\,}
{\displaystyle Z_{21}={-Y_{21} \over \Delta _{Y}}\,}
{\displaystyle Z_{22}={Y_{11} \over \Delta _{Y}}\,}
这里
{\displaystyle \Delta _{Y}=Y_{11}Y_{22}-Y_{12}Y_{21}\,}
是 决定因素 的Y-参数矩阵。

## 注意
1. ↑  Any square matrix commutes with itself and with the identity matrix, and if two matrices A and B commute, then so do A and B−1 (since AB−1 = B−1BAB−1 = B−1ABB−1 = B−1A)

## 相关内容
- 散射参数
- 准参数
- 二端口网络